# Sirdżan
Sirdżan (perski: سيرجان) – miasto w Iranie, w ostanie Kerman. W 2006 roku miasto liczyło 170 916 mieszkańców w 40 605 rodzinach.